# Country Airplay
Country Airplay es un gráfico publicado semanalmente por la revista Billboard en los Estados Unidos desde el 20 de enero de 1990.
Este cuadro enumera los 60 discos más escuchados que se reproducen en 150 estaciones country radio de todo el país, monitoreados por Nielsen BDS, ponderado a las calificaciones de Nielsen de cada estación. 
La primera canción número uno fue «Nobody's Home» de Clint Black.